# Lars Unger
Lars Unger (* 30. September 1972 in Eutin) ist ein ehemaliger deutscher Fußballspieler.

## Sportliche Laufbahn
Ungers erste Station als Profifußballer war der Erstligist Werder Bremen, dessen Fußballinternat er von 1989 bis 1991 besuchte und mit dessen A-Jugend er zweimal Norddeutscher Meister und Bremer Pokalsieger wurde. Für das U-21-Juniorenteam des DFB bestritt er in den Jahren 1992 und 1993 elf Länderspiele. Mit 18 erhielt er seinen ersten Profivertrag und stand von 1991 bis 1997 und von 2003 bis 2005 bei den Grün-Weißen unter Vertrag. In den ersten beiden Vertragsjahren spielte er als Jungprofi hauptsächlich in der 2. Mannschaft, mit der er 1992/93 deutscher Vizeamateurmeister wurde. In sechs Jahren als Werder-Profi bestritt er 24 Bundesligaspiele, zwei DFB-Pokalspiele und zwei Europapokalspiele und gewann die Deutsche Fußballmeisterschaft und den DFB-Pokal. 1992 stand er zudem im Saison-Kader, die den einzigen Werder-Titel auf internationaler Bühne gewannen, den Europapokal der Pokalsieger.
1997 schloss sich Unger Fortuna Düsseldorf an, die kurz zuvor in die 2. Liga abgestiegen waren. Im Winter 1999 ließ er sich vor Vertragsende für ein halbes Jahr an den englischen 3rd Division Club Southend United ausleihen und wechselte im Anschluss nach Österreich zum Erstligisten Schwarz-Weiß Bregenz. Dort war er vier Jahre aktiv und ging nach Beendigung seiner Profikarriere wieder zurück  zu Werder, wo er als Ergänzungsspieler der 2. Mannschaft in der Regionalliga Nord auf acht Einsätze kam und parallel dazu im Verein eine Berufsausbildung zum Sport- und Fitnesskaufmann absolvierte und die Fußballtrainer-A-Lizenz erwarb.
Im Januar 2005 schloss Unger sich dann dem unterklassigen Brinkumer SV an, mit dem er ein halbes Jahr später in die Oberliga Nord (4. Liga) aufstieg und in der darauffolgenden Saison wieder in die Bremen-Liga abstieg. Im Sommer 2011 beendete er seine aktive Fußballer-Laufbahn.

## Erfolge
- Europapokal der Pokalsieger: 1991/92
- Deutscher Meister: 1993
- Deutscher Pokalsieger: 1994
- Deutscher Supercup-Sieger: 1993, 1994
- Landespokalsiege in Bremen: 1992, 1993, 2004

## Weiterer Werdegang
Seit 2005 ist er beruflich als Projektleiter für diverse Unternehmen tätig.

## Trivia
Seine Tochter Tony Schluroff spielt für den TV Oyten in der Handball-Regionalliga und sein Sohn Miro Schluroff steht beim VfL Gummersbach in der Handball-Bundesliga unter Vertrag.